# Birdlife International
Pour les articles homonymes, voir BLI.
Birdlife international (BLI) est une organisation non gouvernementale (ONG), d'envergure internationale, à vocation de protection de la Nature et des oiseaux en particulier.
Elle fédère d'autres ONG et des milliers de naturalistes amateurs, ainsi que des écologues et ornithologues professionnels, des scientifiques, des gestionnaires de la conservation de la nature.
L'objectif est de permettre des solutions internationales aux problèmes environnementaux globaux, par exemple pour la protection des oiseaux migrateurs qui doit être à la fois locale et globale.
Birdlife international est un interlocuteur des autorités locales, des gouvernements et des organisations internationales qui produit des données scientifiques et offre une expertise sur la conservation des oiseaux et la restauration, la protection et la gestion de leurs habitats et conditions de vie. Cette organisation est l'autorité de référence pour la liste rouge de l'UICN au sujet des oiseaux.
Au-delà du thème des oiseaux, l'association veut plus largement contribuer à la protection de l'environnement qui est la condition pour que l'avifaune survive et puisse normalement vivre. L'ONG bénéficie du soutien de plusieurs millions de personnes dans le monde.
La Ligue pour la protection des oiseaux est le représentant officiel de Birdlife international pour la France, depuis 1993. En Belgique, les partenaires de Birdlife sont Natagora(pour les régions francophone et germanophones) et Natuurpunt (pour la région flamande).

## Histoire
Birdlife International a été fondée en 1922 par les ornithologues américain Thomas Gilbert Pearson et français Jean Théodore Delacour sous le nom de ICBP International Council for Bird Preservation (littéralement de l'anglais CIPO « Conseil international pour la préservation des oiseaux »). Ce groupe lobbyiste tombe en désuétude après la Seconde Guerre mondiale. Il redevient de nouveau actif en 1983 avec la nomination d'un directeur professionnalisé, et change son nom en 1993 pour l'actuel.
De 2003 à 2006, Birdlife International a par exemple activement défendu l'idée que les oiseaux migrateurs n'étaient pas le 1er risque pour la diffusion de la grippe aviaire, mais que l'industrie avicole pouvait être à la source du problème et de sa diffusion, probabilité que la FAO a officiellement reconnu le 22 mai 2006.
La présidente actuelle est la princesse Takamado du Japon. L'ancienne présidente était la reine Noor de Jordanie.

## Objectifs internationaux prioritaires
- Éviter toute nouvelle disparition d'espèces d'oiseaux sauvages.
- Veiller au statut de conservation de toutes les espèces d'oiseaux et de leurs habitats vitaux.
- Identifier les réseaux de sites « d'importance vitale » pour le maintien de la diversité des oiseaux et assurer leur protection.
- Encourager un développement soutenable et équilibré dans toute utilisation nécessaire des ressources naturelles.
- Fédérer en un réseau mondial les organisations ayant les mêmes objectifs et unifier leurs programmes et stratégies
- Promouvoir, dans le monde, la découverte et l'intérêt pour la conservation des oiseaux qui contribuent à la biodiversité mondiale.
- Aider les pays à respecter les conventions et traités internationaux de conservation de l'Environnement.

## Partenaires par pays
Birdlife International regroupe des partenaires locaux dans de nombreux pays:

### A
- Afrique du Sud - Birdlife South Africa
- Allemagne - German Society for Nature Conservation
- Andorre - L'Associació per a la Defensa de la Natura
- Arabie saoudite - National Commission for Wildlife Conservation and Development
- Argentine - Aves Argentinas
- Australie - Birds Australia
- Autriche - Birdlife Austria
- Azerbaïdjan - Azerbaijan Ornithological Society

### B
- Bahamas - Bahamas National Trust
- Belgique - Natagora et Natuurpunt, rassemblées au sein de Birdlife Belgium
- Belize - Belize Audubon Society
- Biélorussie - APB Birdlife Belarus
- Bolivie - Asociacion Armonía
- Botswana - Birdlife Botswana
- Bulgarie - Bulgarian Society for the Protection of Birds
- Burkina Faso - Fondation des Amis de la Nature
- Burundi - Association Burundaise pour la Protection des Oiseaux

### C
- Cameroun - Cameroon Biodiversity Conservation Society
- Canada - Bird Studies Canada et Nature Canada
- Chypre - Birdlife Cyprus
- Îles Cook - Taporoporo’anga Ipukarea Society
- Croatie - Croatian Society for Bird and Nature Protection
- Cuba - Centro Nacional de Áreas Protegidas

### D
- Danemark - Dansk Ornitologisk Forening

### E
- Équateur - Centro Nacional de Áreas Protegidas
- Espagne - Société espagnole d'ornithologie
- Estonie - Estonian Ornithological Society
- États-Unis - Société nationale Audubon
- Éthiopie - Ethiopian Wildlife and Natural History Society

### F
- Îles Féroé (a Danish overseas territory) - Faroese Ornithological Society
- Finlande - Birdlife Finland
- France - Ligue pour la protection des oiseaux

### G
- Géorgie - Georgian Centre for the Conservation of Wildlife
- Ghana - Ghana Wildlife Society
- Gibraltar (a British overseas territory) - Gibraltar Ornithological and Natural History Society
- Grèce - Hellenic Ornithological Society

### H
- Hong Kong - Hong Kong Bird Watching Society
- Hongrie - Hungarian Ornithological and Nature Conservation Society

### I
- Inde - Bombay Natural History Society
- Indonésie - Perhimpunan Pelestari Burung dan Habitat (Birdlife) Indonesia
- Irlande - BirdWatch Ireland
- Islande - Fuglavernd
- Israël - Society for the Protection of Nature in Israel
- Italie - Ligue italienne de protection des oiseaux

### J
- Japon - Wild Bird Society of Japan
- Jordanie - Royal Society for the Conservation of Nature

### K
- Kenya - NatureKenya
- Koweït - Kuwait Environment Protection Society

### L
- Lettonie - Latvian Ornithological Society
- Liban - Society for the Protection of Nature in Lebanon
- Liberia - The Society for Conservation of Nature in Liberia
- Liechtenstein - Botanish-Zoologische Gesellschaft
- Lituanie - Lithuanian Ornithological Society
- Luxembourg - Lëtzebuerger Natur- a Vulleschutzliga

### M
- Madagascar - Asity Madagascar
- Malaisie - Malaysian Nature Society
- Îles Malouines - Falklands Conservation
- Malte - Birdlife Malta
- Myanmar - Biodiversity and Nature Conservation in Myanmar
- Maroc- Groupe de Recherche Pour la Protection des Oiseaux au Maroc (GREPOM)

### N
- Népal - Bird Conservation Nepal
- Nigeria - Nigerian Conservation Foundation
- Norvège - Norwegian Ornithological Society
- Nouvelle-Calédonie - Société calédonienne d'ornithologie
- Nouvelle-Zélande - The Royal Forest and Bird Protection Society

### O
- Ouganda - NatureUganda

### P
- Pakistan - Ornithological Society of Pakistan
- Palaos - Palau Conservation Society
- Territoires palestiniens occupés - Palestine Wildlife Society
- Panama - Panama Audubon Society
- Paraguay - Guyra Paraguay
- Pays-Bas - Vogelbescherming Nederland
- Philippines - Haribon Foundation
- Pologne - Polish Society for the Protection of Birds
- Polynésie française - Société d'ornithologie de Polynésie
- Portugal - Portuguese Society for the Study of Birds

### R
- Roumanie - Romanian Ornithological Society
- Royaume-Uni - Royal Society for the Protection of Birds
- Russie - Russian Bird Conservation Union
- Rwanda - Association pour la Conservation de la Nature au Rwanda

### S
- Salvador - SalvaNATURA
- Samoa - O le Si'osi'omaga Society Incorporated
- Seychelles - Nature Seychelles
- Sierra Leone - Conservation Society of Sierra Leone
- Singapour - Nature Society (Singapore)
- Slovaquie - Society for the Protection of Birds in Slovakia
- Slovénie - Birdlife Slovenia
- Sri Lanka - Field Ornithology Group of Sri Lanka
- Suriname - Foundation for Nature Conservation in Suriname
- Suède - Swedish Ornithological Society
- Suisse - Association suisse pour la protection des oiseaux

### T
- Taïwan - Wild Bird Federation Taiwan
- Tanzanie - Wildlife Conservation Society of Tanzania
- République tchèque - Czech Society for Ornithology
- Thaïlande - Bird Conservation Society of Thailand
- Tunisie - Association 'Les Amis des Oiseaux'
- Turquie - Doga Dernegi

### U
- Ukraine - Ukrayinske Tovarystvo Okhorony Ptakhiv
- Uruguay - Aves Uruguay

### V
- Venezuela - Sociedad Conservacionista Audubon de Venezuela

### Y
- Yémen - Yemen Society for the Protection of Wildlife

### Z
- Zambie - Zambian Ornithological Society
- Zimbabwe - BirdLife Zimbabwe